# エクアトリアナ航空
エクアトリアナ航空（Ecuatoriana de Aviacion）は、かつてエクアドル共和国のキトを本拠地としていた航空会社。エクアドルのフラッグ・キャリアでもあったが、一時運航停止を経て、2005年に消滅した。

## 概要

### 設立
1957年に、アメリカ人投資家とエクアドル人が50%ずつ出資して設立された会社である。マリスカル・スクレ国際空港をベースに、グアヤキルなどのエクアドル国内を結ぶ路線と、コロンビアなどの隣国とを結ぶ近距離国際線で運航を開始した。設立当初は、ダグラス DC-4などのプロペラ機を中心に使用したが、中でもユンカースK16は、当時としても非常に古い機材であった。
やがて北アメリカ大陸方面への路線を開設するために、エクアドル空軍が購入していたボーイング707を転用し、パナマのパナマシティ経由でアメリカのマイアミへの乗り入れを果たした。また、ペルーのリマ経由でチリのサンティアゴに向かう便の運航も開始した。
1970年代に、アメリカ人投資家は資本を引き上げたが、代わってエクアドル政府が出資し、名実ともにエクアドルのフラッグ・キャリアとなった。
またこの頃、ニューヨークやブエノスアイレスへの乗り入れを開始し、また機体の塗装を特色あるレインボーカラーに変更した。この機体塗装は乗り入れ先のファンから注目を集めた。
やがてエクアトリアナ航空では、路線拡大の為、スイス航空からダグラスDC-10を購入し、途中給油着陸無しにカナダまで飛行する路線の開設や、ロサンゼルス国際空港への乗り入れを開始。さらにエアバスA310をリースしてスペインのマドリードへの路線を開設し、欧米の航空会社との共同運航なども行った。しかし、少ない機材で長距離路線を運航していたこともあり、運航遅延や欠航も頻繁に発生し、次第に評判を落としていった。
1990年代になると、アメリカのアメリカン航空やコンチネンタル航空がエクアドルへの路線を開設し、またエクアドルのエアラインであるSAETAがアメリカ乗り入れを開始すると、一気に競争は激化していった。

### 最初の運航停止
1990年代初頭の経済危機のあおりを受け、エクアトリアナ航空は1993年に運航を停止した。それまで、経営状況は良好と言われていただけに、この運航停止は大きな驚きをもって受け止められた。この時、リース機のエアバスA310などがリース料滞納のために強制的にリースバックされるなどの事態も発生し、会社は存続の危機を迎えた。
しかし、ブラジルの航空会社VASP航空が出資を決め、株式の50%以上を購入したことで再建を果たし、ボーイング727の導入や改めてDC-10を導入するなどして、再び国際線の運航を再開した。

### 会社の消滅
2000年になると、エクアドルは再び経済危機に陥り、エクアトリアナ航空にも経営上の危機が訪れた。また事実上の親会社であるVASP航空も経営状況が悪化し、同社の持つ国際線の一部をラン・チリ航空へ売却する事となった。まず株式の50%を売却し、当時使用していた機材の一部をロイドボリビア航空（Lloyd Aereo Boliviano）にリース（2004年に売却）していたが、残りの株式も2005年にラン・チリ航空が買収して自社路線の一部に組み込まれることになり、エクアトリアナ航空は姿を消した。

## 主な就航地

### 国内線
- グアヤキル
- キト

### 国際線
- メキシコシティ
- ナッソー
- パナマシティ
- マイアミ
- ロサンゼルス
- ニューヨーク
- シカゴ
- ワシントンD.C.
- ブエノスアイレス
- サンティアゴ
- ボゴタ
- カリ
- リマ
- カラカス

## 保有機材
- ロッキード L-188
- ダグラスDC-10
- エアバスA310
- ボーイング707
- ボーイング720
- ボーイング727